# Albany (Wyoming)
Albany é uma Região censo-designada localizada no estado norte-americano de Wyoming, no Condado de Albany.

## Demografia
Segundo o censo norte-americano de 2000, a sua população era de 80 habitantes.

## Geografia
De acordo com o United States Census Bureau tem uma área de
53,5 km², dos quais 52,9 km² cobertos por terra e 0,6 km² cobertos por água. Albany localiza-se a aproximadamente 61 m acima do nível do mar.

## Localidades na vizinhança
O diagrama seguinte representa as localidades num raio de 64 km ao redor de Albany.